# 国際ウエイトリフティング連盟
国際ウエイトリフティング連盟または国際重量挙げ連盟（英語: International Weightlifting Federation、略称: IWF）は重量挙げ（ウエイトリフティング）の国際競技連盟。本部はハンガリーのブダペストにある。1905年設立。2009年現在187カ国・地域の国内競技連盟が加盟している。2000年以来アヤン・タマシュが会長を務めたが、ドーピングや不正問題で2020年に辞任。
日本の西川正一が1980年まで副会長を務めた。

## 主催大会
- 世界選手権
- オリンピック
- 世界ジュニア選手権